# Новая Англия
Но́вая А́нглия (англ. New England, Нью-Ингленд) — историческая область на северо-востоке США, включающая в себя следующие штаты: Коннектикут, Мэн, Массачусетс, Нью-Гэмпшир, Род-Айленд, Вермонт. Граничит с Канадой на севере, и штатом Нью-Йорк на западе. Имеет выход к Атлантическому океану.
Здесь располагались одни из самых ранних европейских поселений в Северной Америке. Пилигримы из Англии впервые поселились в Новой Англии в 1620 году, создав колонию Плимут. Десять лет спустя пуритане поселились к северу от колонии Плимут в Бостоне, образуя колонии Массачусетского залива. В течение следующих 130 лет Новая Англия участвовала в четырёх французских и индейских войнах, пока, наконец, британцы не победили французов и их союзников в Северной Америке.
Именно в Новой Англии в конце XVIII века зародилось сопротивление против британского парламента, вводившего новые налоги без согласия колонистов. Бостонское чаепитие, в котором выразилось недовольство жителей колоний, побудило Великобританию провести чистку в правительствах колоний. Противостояние привело к открытой войне в 1775 году и изгнанию англичан из Новой Англии весной 1776 года, а затем и к подписанию Декларации независимости в июле 1776 года.
Некоторые из первых движений в американской литературе, философии и образовании возникли в Новой Англии. Регион играл видную роль в движении за отмену рабства и стал первым регионом Соединённых Штатов, подвергшимся преобразованию в связи с промышленной революцией. Сегодня Новая Англия является одним из основных мировых центров образования, высоких технологий, страхования, медицины. Бостон является её культурным, финансовым, образовательным, медицинским и транспортным центром.
Каждый штат подразделяется на небольшие муниципалитеты, известные как города Новой Англии, которые регулируются городскими собраниями. Начиная с 1970 года избиратели чаще поддерживают либеральных кандидатов на государственном и федеральном уровне, чем в любом другом регионе Соединённых Штатов.
Бюро переписи населения Новой Англии является единственным из девяти региональных бюро переписи населения США, чьё название не связано с его географическим положением, и единственным подобным образованием с чётко обозначенными границами. Весь регион связывает сильное чувство культурной идентичности, что отличает его от остальной части страны, хотя это и часто оспаривается, из-за сочетания пуританства с либерализмом, аграрной жизни с промышленностью и изоляции с иммиграцией.

## История

### Коренное население
Самое раннее известное население Новой Англии — это американские индейцы, говорившие на восточных алгонкинских языках. Известны племена абенаков, пенобскотов, пекотов, могикан, покамтуков и вампаноагов. До прибытия европейцев западные абенаки населяли Нью-Гэмпшир и Вермонт, а также часть Квебека и западного Мэна. Их центром был Норриджвок в современном штате Мэн.
Пенобскоты жили вдоль реки Пенобскот в штате Мэн. Вампаноаги занимали юго-восток штата Массачусетс, Род-Айленд и острова Мартас-Винъярд и Нантакет. Покумтуки жили в Западном Массачусетсе, могикане и пекоты в районе Коннектикута. Долина реки Коннектикут, проходящая по территории нынешних штатов Вермонт, Нью-Гэмпшир, Массачусетс и Коннектикут, связывала различные народы в культурном, языковом и в политическом плане.
Около 1600 года французские, голландские и английские торговцы, исследуя Новый Свет, начали торговлю с индейцами металлическими, стеклянными изделиями и тканями в обмен на бобровые шкурки.

### Виргинская компания
10 апреля 1606 года король Англии Яков I утвердил указом компании Виргинии, Лондона и Плимута.
Это были частные торгово-финансовые предприятия, предназначенные для освоения земель Англией.
Благодаря Виргинской компании были освоены территории вплоть до северных границ штата Мэн. Осенью 1607 года была основана колония Попхэм в устье реки Кеннебек в штате Мэн. В отличие от Джеймстауна (Виргиния), основанного в апреле 1607, и ставшего первым английским поселением в Северной Америке, колония не смогла удержаться и была оставлена весной следующего года. Капитан Джон Смит, исследуя берега региона в 1614 году, назвал его «Новой Англией». Он также опубликовал описание Новой Англии.
Зимой 1616—1617 в Новую Англию, в бухту Биддефорд, прибыл капитан Ричард Вини. В наши дни там расположен город Биддефорд в штате Мэн.
В 1620 году «пилигримы» с корабля «Мейфлауэр» основали колонию Плимут, положившую начало постоянному поселению европейцев в Новой Англии.

### Совет в Плимуте
Название «Новая Англия» стало официальным 3 ноября 1620 года, когда устав компании Вирджиния Плимут был заменён Королевской хартией о Плимутском Совете по Новой Англии, акционерном обществе, учреждённом для колонизации и управления регионом. Первые колонисты, прибывшие в Плимут, подписали «Мэйфлауэрское соглашение», ставшее первым руководящим документом Колонии Массачусетского залива, заменённым в дальнейшем королевским уставом (1629). Порт и главный город колонии Бостон основан в 1630 году.
С 1633 года массачусетские пуритане начали селиться в Коннектикуте. Изгнанный из Массачусетса за ересь Роджер Уильямс, привёл группу своих сторонников на юг и основал Провиденс (1636) в области, которая позже стала штатом Род-Айленд. В это время Вермонт ещё не был заселён, а территории Нью-Гэмпшира и Мэна находились под управлением Массачусетса.

### Колониальные войны
В отношениях между колонистами и индейцами мир чередовался с вооружёнными столкновениями, самым кровавым из которых была Пекотская война (1636—1638), в ходе которой произошла резня на реке Мистик. Шесть лет спустя колонии Массачусетского залива, Плимут, Нью-Хейвен и Коннектикут объединились в Конфедерацию Новой Англии (официально «Соединённые Колонии Новой Англии»). Конфедерация была создана в основном для координации взаимной обороны.
Вождь вампаноагов Метакомет по прозвищу Король Филип поставил целью полное истребление или изгнание белых поселенцев. Колонисты одержали решительную победу в Войне Короля Филипа (1675—76), но понесли тяжелейшие потери. Метакомет был убит, племя вампаноаг практически истреблено. С союзными ему племенами был заключён мир там, где сейчас расположены Нью-Гэмпшир и штат Мэн.
В течение последующих 100 лет колонистам Новой Англии пришлось вести ещё шесть войн, в основном, против Новой Франции. Союзниками Новой Англии в этих войнах были ирокезы, а союзниками Новой Франции выступали вабанаки. После завоевания Новой Англией Акадии (1710), она была превращена в Новую Шотландию под контролем Новой Англии, но на тот момент Нью-Брансуик и практически весь современный Мэн оставались спорной территорией между Новой Англией и Новой Францией. После победы англичан в Семилетней войне (1763), в долине реки Коннектикут открылся поселенческий регион Западный Нью-Гэмпшир, ныне Вермонт.
Фермеры Новой Англии становились относительно самостоятельными. Позже, благодаря пуританской трудовой морали, в Новой Англии начали развиваться торговля и ремесла, в отличие от Южных колоний, которые импортировали нужные товары из Англии.

### Протекторат Англии
Король Яков II был обеспокоен все большей самостоятельностью колоний, в том числе их самоуправлением и уставами, их открытым пренебрежением Навигационными Актами, и их растущей военной мощью. Поэтому он установил господство в Новой Англии Административного Союза (1686), включавшего в себя все колонии Англии в Новом свете. В 1688 году бывшие голландские колонии Нью-Йорк и Нью-Джерси были присоединены к Союзу. Союз, навязанный извне и вопреки укоренившейся демократической традиции региона, был крайне непопулярен среди колонистов.
Власть существенно изменила уставы колоний, назначив почти во всех королевских губернаторов. Возникла напряжённость между королевскими губернаторами с одной стороны, и выборными органами управления и должностными лицами колоний — с другой. Губернаторы желали установить неограниченную власть, а чиновники из местных выборных должностных лиц противились этому. Местные городские правительства, в большинстве случаев, продолжали работать по-прежнему как органы самоуправления.
После Славной революции в Англии (1688) бостонцы свергли королевского наместника сэра Эдмунда Андроса. Они захватили королевских чиновников, а также приверженцев Англиканской церкви, в ходе бескровного народного восстания. Эти напряжённые отношения, в конечном итоге, вылились в Американскую Революцию, ставшую началом Войны за Независимость США в 1775 году. Первые сражения войны состоялись в Лексингтоне и Конкорде, штат Массачусетс, позже состоялась осада Бостона континентальными войсками. В марте 1776 года британские войска были вынуждены оставить Бостон.

### Послереволюционная Новая Англия
После Войны за Независимость Новая Англия перестала быть политической единицей, но регион, состоящий из самостоятельных штатов, по-прежнему имел важное культурное значение. К 1784 году все штаты региона уже предприняли шаги в направлении отмены рабства, а Вермонт и Массачусетс отменили рабство в 1777 и 1783 году, соответственно.
Во время войны с Англией 1812 года в Новой Англии возникло движение за отделение от США. Торговля Новой Англии только начинала восстанавливаться, и её купцы выступали против войны со своим самым крупным торговым партнёром. Двадцать семь делегатов от штатов Новой Англии собрались на Хартфордскую конференцию зимой 1814—1815 года, чтобы обсудить изменения в Конституции США для защиты интересов региона и укрепления автономии штатов, по их мнению, не учитываемых достаточно в торговых взаимоотношениях государств.
Вермонт получил статус штата в 1791 году после разрешения спора со штатом Нью-Йорк . 15 марта 1820, как часть Миссурийского компромисса, территории штата Мэн, ранее входившие в состав штата Массачусетс, были приняты в Союз как свободный от рабства штат. Сегодня регион Новая Англия состоит из шести штатов: Коннектикут, Мэн, Массачусетс, Нью-Гэмпшир, Род-Айленд и Вермонт.
До периода Гражданской войны в США Новая Англия отличалась от других штатов своими политическими тенденциями. Массачусетс и Коннектикут были в числе последних прибежищ федералистов, отстаивавших большую самостоятельность каждого штата. Когда оформилась двухпартийная система (1832), Новая Англия стала оплотом новой партии Вигов. Виги доминировали по всей Новой Англии, кроме Мэна и Нью-Гэмпшира. Ведущие государственные деятели — в том числе Дэниел Уэбстер — родом из этого региона. Новая Англия оставила вклад и в других областях жизни. Оттуда были многие известные литераторы и интеллектуалы, такие как Ральф Эмерсон, Генри Дэвид Торо, Натаниэль Готорн, Генри Лонгфелло, Джордж Банкрофт, Уильям Прескотт.

### Промышленная революция
Новая Англия стала ключевым регионом промышленной революции в США. На северном берегу морского порта Беверли (Массачусетс) в 1787 году появилась первая, и в дальнейшем крупнейшая, хлопкопрядильная фабрика в Америке. Технологические достижения мануфактуры Беверли привели к появлению более современных текстильных фабрик, в том числе Мельницы Слейтер в городе Патакет, Род-Айленд. Долину Блекстоун в Массачусетсе и Род-Айленде прозвали в Америке родиной промышленной революции. Города Лоренс и Лоуэлл (Массачусетс), Уонсокет (Род-Айленд), Льюистон (Мэн) стали центрами текстильной промышленности, основанной на инновациях Мельницы Слейтер и хлопчатобумажной мануфактуры Беверли.

## География
Штаты Новой Англии занимают площадь 71 991,8 квадратных мили (186 458 км2), то есть немного большую, чем штат Вашингтон, и большую, чем Англия. Штат Мэн составляет почти половину общей площади Новой Англии, но он лишь 39-й среди штатов по площади, немного меньше Индианы. Остальные штаты относятся к числу самых малых в США, в том числе наименьший штат Род-Айленд.

### Климат
Погодные условия различны по региону. Климат штатов Мэн, Нью-Гэмпшир, Вермонт влажный с коротким мягким летом и холодной зимой. Коннектикут, Массачусетс, Род-Айленд, южная часть штата Мэн, южная часть Нью-Гэмпшира и Вермонта обладают влажным климатом с долгим тёплым летом, но также с холодной зимой.
Осень приходит в Новую Англию раньше, чем в соседние регионы, и благодаря густым лиственным лесам раскрашивает её в яркие цвета, что привлекает множество туристов.
Среднее количество осадков колеблется от 40 до 60 дюймов (1000—1500 мм) в год, хотя в северной части штата Вермонт и Мэн несколько меньше, 510—1000 мм. Глубина снежного покрова часто превышает 2,5 м, что делает горнолыжные курорты штата Мэн, Нью-Гэмпшира и Вермонта крайне привлекательными в зимнее время.
Самая низкая температура, зарегистрированная в Новой Англии −46 °C (Блумфилд, Вермонт, 30 декабря 1933 года). Самый маленький штат Род-Айленд является самым тёплым в Новой Англии, самый большой Мэн — самым холодным.

## Крупнейшие города
Список самых населённых городов на основе переписи 2010 года. В скобках указано население соответствующей городской агломерации.
1. Бостон, Массачусетс: 617 594 (4 552 402)
2. Вустер, штат Массачусетс: 181 045 (798 552)
3. Провиденс, штат Род-Айленд: 178 042 (1 600 852)
4. Спрингфилд, штат Массачусетс: 153 060 (692 942)
5. Бриджпорт, штат Коннектикут: 144 229 (916 829)
6. Нью-Хейвен, Коннектикут: 129 779 (862 477)
7. Хартфорд, штат Коннектикут: 124 775 (1 212 381)
8. Стэмфорд, штат Коннектикут: 122 643 (часть MSA Бриджпорт)
9. Уотербери, штат Коннектикут: 110 366 (228 984)
10. Манчестер, штат Нью-Гэмпшир: 109 565 (400 721)
11. Лоуэлл, штат Массачусетс: 106 519 (315 158)
12. Кембридж, штат Массачусетс: 105 162 (часть Большого Бостона)
13. Портленд, штат Мэн: 66 194 (518 117)

В XX веке рост городов в регионах, окружающих Нью-Йорк, оказал важное влияние на соседний и тесно связанный с ним Коннектикут.

## Экономика

### Производство
Исследование, проведённое в Университете штата Коннектикут (2010), показало, что производство в Новой Англии, как правило, дороже, чем в других частях США. Только Мэн был менее дорогостоящим. Вермонт, Род-Айленд и Нью-Гемпшир показали самые высокие по стране производственные затраты.